# Geschützter Landschaftsbestandteil Ischelandbach

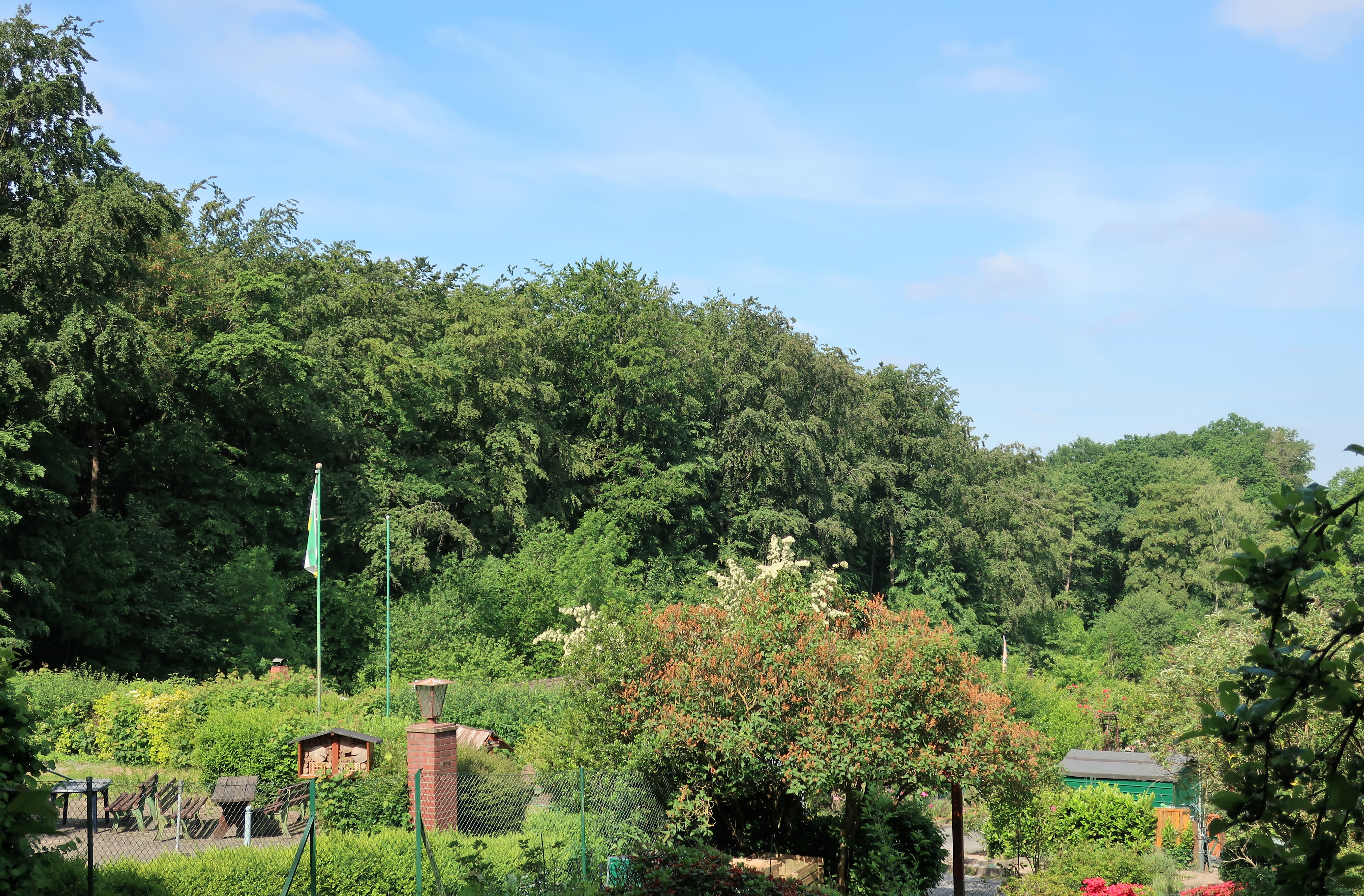
Geschützter Landschaftsbestandteil Ischelandbach

Der Geschützte Landschaftsbestandteil Ischelandbach mit einer Flächengröße von 5,66 ha liegt
zwischen Dauerkleingartenanlagen im Ischeland auf dem Gebiet der kreisfreien Stadt Hagen in Nordrhein-Westfalen. Der LB wurde 1994 mit dem Landschaftsplan der Stadt Hagen vom Stadtrat von Hagen ausgewiesen.

## Beschreibung
Beschreibung laut Landschaftsplan: „Es handelt sich um einen Bachsiepen mit Zuläufen und um waldähnliche Gehölzbestände.“

## Schutzzweck
Laut Landschaftsplan erfolgte die Ausweisung „zur Sicherung der Leistungsfähigkeit des Naturhaushalts durch Erhalt eines Lebensraumes für charakteristische Tier- und Pflanzenarten der Fließgewässer und eines arten- und strukturreichen Gehölzbestandes mit Biotopfunktion, insbesondere für Vögel, Kleinsäuger und Insekten“.